# 小猴胡桃
小猴胡桃（学名：Lecythis minor）为玉蕊科玉蕊属下的一个种。其种加词“minor”意为“较小的”。